# Cap d'Agde

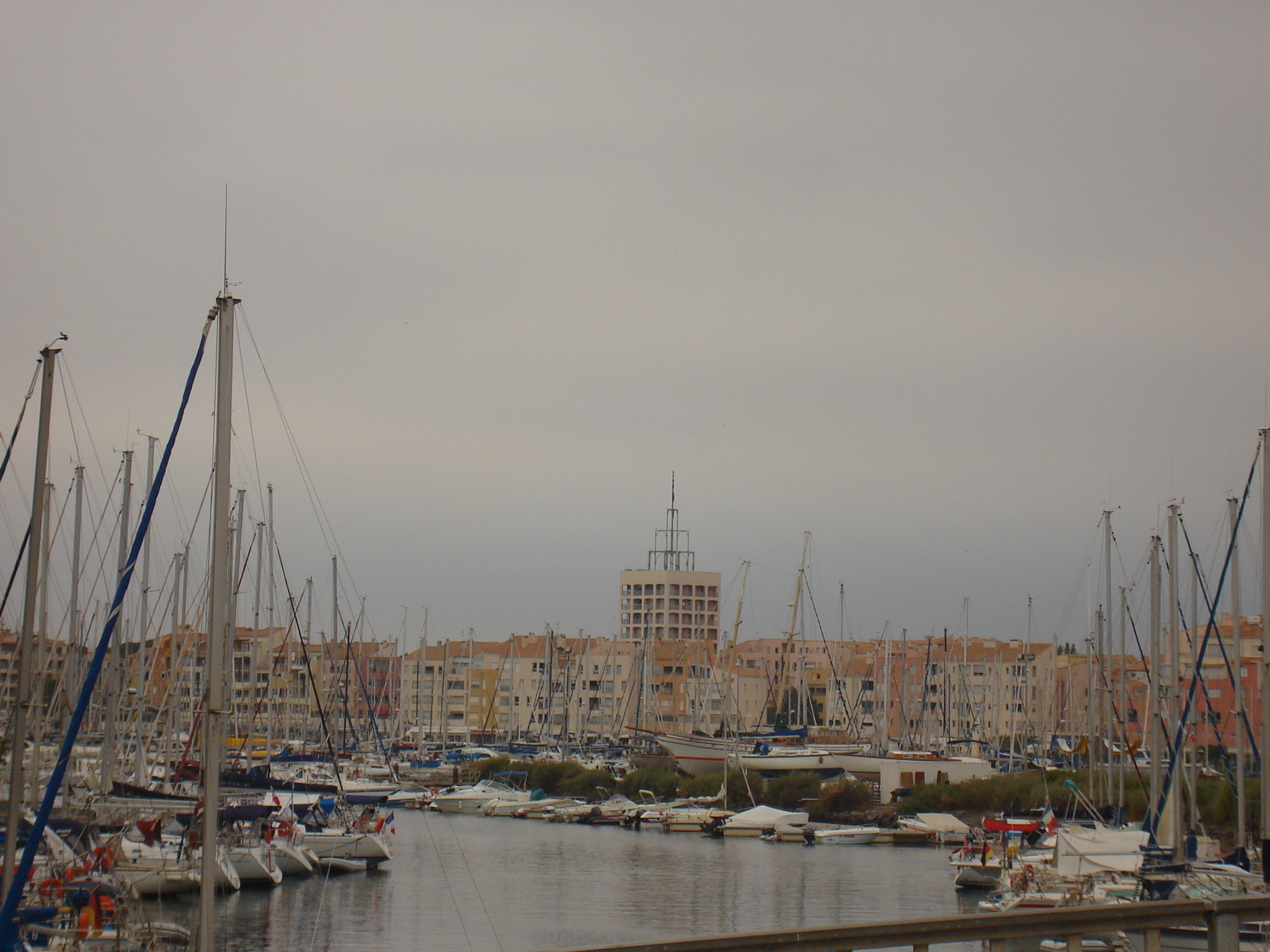
Le Centre-port
2007

Cap d'Agde é um complexo turístico da costa mediterrânea da França, situado na comuna de Agde, no departamento de Hérault.
A oferta está orientada em parte para o turismo naturista e para a prática de nudismo que se pode realizar em todo o bairro residencial oriental de Cap d'Agde, com serviços e equipamentos completos.